# Perisama malvina
Perisama malvina är en fjärilsart som beskrevs av Kretzschm. Perisama malvina ingår i släktet Perisama och familjen praktfjärilar. Inga underarter finns listade i Catalogue of Life.